# Vila do Carvalho

Vila do Carvalho est une municipalité de l'arrondissement Covilhã au Portugal. Elle est située au nord du siège de l'arrondissement, et a une superficie de 17,10 km2 et 2 090 habitants (2001). La densité démographique est de 122,2 h/km².

## Patronage
Vila do Cravalho a pour patronne Notre Dame de la Conception, patronne du Royaume. Durant les fêtes royales célébrées à Lisbonne en 1646, le roi D. João IV a déclaré prendre la Vierge Notre Dame de la Conception pour patronne du Royaume de Portugal, lui promettant en son nom, et ceux de ses successeurs, un tribut annuel de  50 cruzados d'or.

## Points d'intérêt touristique
Une grande partie du territoire de Vila do Carvalho se trouve à l'intérieur des limites du parc naturel «da Serra da Estrela», il contient de ce fait divers lieux d'intérêt touristique ou naturel, tels que Vila de Mouros, Fraga da Pena, Lapa das Cachopas, Poio dos Corvos, Picoto, Aguilhão.
- Chemin de randonnée à travers le parc naturel régional da Serra da Estrela

- Gîte/refuge pour randonneurs «Amigos Vila do Mouros» (blog et compte facebook), géré par une association locale, subventionnée par des fonds européens.

## Marché
Hebdomadaire (vendredi matin). Marché couvert municipal, jouxtant les bâtiments municipaux (salle de sport, mairie)

## Fêtes et patronages
- Fête des Púcaros (1er dimanche d'aout),

(jeu traditionnel consistant à crever avec un bâton, à cheval sur un âne, des poteries suspendues à 2/3m du sol et contenant des friandises, de l'eau, de la farine, des pièces de monnaie, etc.)
- São Domingos (1er dimanche de septembre),
- Notre Dame du rosaire (1er dimanche d'octobre),
- Notre Dame de Conceição (8 décembre)

## Artisanat
Fabrication de sabots et de miniatures en bois.

## Gastronomie
«Filhós» : sorte de beignet, de forme plate (genre crêpe) , 
«Arroz doce» : riz «sucré» 
«Bolo de azeite» :gâteau d'huile.